# Roy Chapman Andrews
Roy Chapman Andrews (ur. 26 stycznia 1884 w Beloit, zm. 11 marca 1960 w Carmel-by-the-Sea) – amerykański odkrywca, przyrodnik i paleontolog. Dyrektor Amerykańskiego Muzeum Historii Naturalnej, a także przywódca wypraw badawczych na pustynię Gobi w Mongolii Zewnętrznej w latach 20. XX wieku, które doprowadziły do odkrycia m.in. pierwszych znanych nauce jaj dinozaurów.

## Życiorys
Urodził się w Beloit (Wisconsin), jako syn Charlesa Ezry Andrewsa, hurtowego aptekarza oraz Cory May Chapman. Jako młody chłopiec Andrews postanowił „być odkrywcą, pracować w muzeum historii naturalnej i żyć na dworze” (Under a Lucky Star, 1943). Jego hobby obejmowały polowanie i łowienie ryb, a sam nauczył się taksydermii.
W młodości Andrews pogłębiał wiedzę przyrodniczą oraz rozwijał umiejętności strzeleckie podczas wypraw do lasów, pól i łąk w okolicach Beloit. Pieniędzmi zarobionymi na sprzedaży wypchanych zwierząt opłacał swoją naukę w Beloit College, gdzie studiował fizjologię i anatomię oraz pracował jako taksydermista pod kierunkiem dr George'a Collie, kuratora Logan Museum of Anthropology. Po uzyskaniu tytułu naukowego w 1906 rozpoczął pracę w Amerykańskim Muzeum Historii Naturalnej (AMNH) w Nowym Jorku. Początkowo zajmował się myciem podłóg i asystowaniem przy wypychaniu zwierząt. Pod wrażeniem jego wytrwałości dyrektor AMNH Hermon C. Bumpus zatrudnił go do pomocy Jamesowi L. Clarkowi w przygotowaniu modeli w Departamencie Taksydermii.
W 1908 roku wziął udział w ekspedycji na Alaskę, gdzie badał walenie i inne morskie ssaki. Dzięki jego staraniom kolekcja waleni w AMNH stała się jedną z największych na świecie. W latach 1909–1910 był przyrodnikiem na statku USS „Albatross” podczas jego wyprawy do Holenderskich Indii Wschodnich, od 1911 do 1912 badał Koreę Północną, a w 1913 wziął udział w kolejnej ekspedycji na Alaskę.
W latach 1922–1930 przewodził serii ekspedycji paleontologicznych do Mongolii z ramienia Amerykańskiego Muzeum Historii Naturalnej. Odkryto wówczas pierwsze znane jaja dinozaurów – zidentyfikowano je jako jaja protoceratopsa, jednak późniejsze badania wykazały, że w rzeczywistości należały do owiraptora. Odnaleziono także szczątki Paraceratherium (wówczas „Baluchiterium”) – największego lądowego ssaka oraz wielu gatunków dinozaurów oraz kości welociraptora. W 1930 był zmuszony opuścić placówki badawcze w Azji z powodu politycznej niestabilności w regionie, a także kłopotów finansowych wywołanych wielkim kryzysem. Uważa się, że to Andrews posłużył jako inspiracja dla postaci Indiany Jonesa. W 1934 roku został dyrektorem AMNH. Funkcję tę pełnił do 1941, kiedy przeszedł na emeryturę, by poświęcić się pracy pisarskiej.
Roy Chapman Andrews zmarł 11 marca 1960 roku w Carmel-by-the-Sea w Kalifornii. Zgodnie z jego wolą jego ciało skremowano i pochowano w posiadłości Chapmanów w jego rodzinnej miejscowości.

## Publikacje
Publikacje książkowe Andrewsa wymienione w katalogu Worldcat (chronologicznie):
- Monographs of the Pacific Cetacea (1914–1916)
- Whale Hunting With Gun and Camera (1916)
- Camps and Trails in China (1918)
- Across Mongolian Plains (1921)
- On The Trail of Ancient Man (1926)
- Ends of the Earth (1929)
- The New Conquest of Central Asia (1932)
- This Business of Exploring (1935)
- Exploring with Andrews (1938)
- This Amazing Planet (1939)
- Under a Lucky Star (1943)
- Meet your Ancestors, A Biography of Primitive Man (1945)
- An Explorer Comes Home (1947)
- My Favorite Stories of the Great Outdoors Editor (1950)
- Quest in the Desert (1950)
- Heart of Asia: True Tales of the Far East (1951)
- Nature's Way: How Nature Takes Care of Her Own (1951)
- All About Dinosaurs (1953)
- All About Whales (1954)
- Beyond Adventure: The Lives of Three Explorers (1954)
- Quest of the Snow Leopard (1955)
- All About Strange Beasts of the Past (1956)
- In the Days of the Dinosaurs (1959)